# Michel Choniatès
Michel Choniatès ou Akominatos (en grec : Μιχαήλ Χωνιάτης ou Ἀκομινάτος) est un homme d’Église et écrivain byzantin né vers 1140 et mort vers 1220. Frère ainé de l’historien Nicétas Choniatès, il devint secrétaire du patriarche de Constantinople vers 1179 et fut nommé métropolite d’Athènes en 1182. Impressionné par le glorieux passé de la ville et le piteux état dans lequel elle se trouvait à son époque, Choniatès se fit son défenseur auprès des autorités de Constantinople. Après la prise d’Athènes par les croisés en 1205 et la nomination d’un archevêque latin, il se retira dans l’ile de Céos (aujourd’hui Kéa) avant de s’installer au monastère Prodromos de Boudonitza où il mourut vers 1222.
Déjà célèbre à son époque, Choniatès éclaire par ses homélies, discours profanes, poèmes et une abondante correspondance sur l’état misérable de l’Attique et spécialement d’Athènes au XIIe siècle. 

## Sa vie
Comme leur surnom l’indique, Michel et Nicétas Choniatès sont originaires de la ville de Chônai, avant-poste byzantin sur la frontière avec les Turcs. Leurs parents étaient sans doute de riches propriétaires terriens puisque Nicétas fut baptisé par l’évêque de Chônai dont il prit le prénom, et que tant Michel que Nicétas firent tous deux d’excellentes études à Constantinople, d’où Michel partit plus tard pour Athènes déjà en possession d’une riche bibliothèque. Fidèles aux traditions de l’époque, les parents destinaient leur premier né, Michel, au sacerdoce et le firent étudier sous Eustathe de Thessalonique à l’école patriarcale de Constantinople. Il garda toujours une grande admiration pour son ancien maitre comme le montre la monodie qu’il lui consacra lors de son décès.
Il commença sa carrière vers 1179 comme secrétaire du patriarche Michel Ankhialos (1170-1178). Encore dans la quarantaine, il fut nommé en 1182 au poste important de métropolite d’Athènes,. Comme Eusthate, « parachuté » à Thessalonique, Michel Choniatès eut au début de la difficulté à se faire accepter par la société d’Athènes où l’élévation intellectuelle de ses homélies dépassait de beaucoup les connaissances et l’entendement de ses fidèles. Mais il sut à la fois rester ferme sur les principes qu’il défendait et soucieux du bien-être de la population locale, ce qui lui valut rapidement le respect de son clergé et des abbés des monastères situés sur son territoire, toujours jaloux de leur indépendance. Grâce à ses contacts avec les grandes familles de plusieurs cités grecques, il put s’occuper de l’éducation des enfants prometteurs de bonnes familles dont plusieurs, comme Georges Bardanès, entrèrent dans son clergé.
Michel Choniatès avait une vue très conservatrice de la société où régnaient riches et puissants, lesquels en contrepartie avaient le devoir de protéger les pauvres et les faibles, tâche dont il s’acquitta avec zèle. Grand propriétaire foncier, l’Église jouait un rôle social important dans la société d’alors. La liste des propriétés (casalia) du diocèse d’Athènes dressée pour Innocent III en 1209 en donne une idée : elle possédait des propriétés dans vingt-cinq villages autour d’Athènes et d’autres terrains à Karystos dans l’ile d’Eubée. On y trouvait des moulins, des jardins, des droits d’irrigation, des bains publics, de même que des droits de marché à Athènes et à Euripos. Les questions de production céréalière sont souvent abordées dans la correspondance de Choniatès. Son personnel comprenait 200 prêtres à Athènes, 400 paroikoi (métayers) dans cette ville, 100 à Thèbes et 100 autres à Euripos. 
Michel Choniatès se fit le défenseur de sa ville auprès de Constantinople, plaidant l’état misérable où se trouvait Athènes où les maisons cédaient de plus en plus la place aux champs. À ce titre, il fut un adversaire acharné de l’aristocratie civile (en particulier de ses membres qui ne venaient pas de l’aristocratie) qui négligeait les provinces tout en y envoyant des collecteurs de taxes impitoyables et, s’il accueillit favorablement au départ le règne d’Andronic Ier en raison de ses réformes de l’administration provinciale (notamment de la corruption qui y régnait), il retira son appui lorsque commença le règne de la terreur. Sachant que les chrysobulles et exemptions d’impôt ne profitaient souvent qu’aux puissants, il plaida pour que celles-ci soient appliquées à tous sans exception par les agents du Trésor impérial, comme le montre la pétition qu’il fit signer par les citoyens d’Athènes à l’adresse de l’empereur Alexis III Ange, se plaignant des droits de navigation (ploimoi) exigés par trois autorités différentes et des frais d’entretien exorbitants du gouverneur et de ses fonctionnaires, même si ceux-ci n’avaient pas le droit de pénétrer à l’intérieur de la ville,,.
Lorsque Léon Sgouros, dynaste de Nauplie, fit sécession et, après s’être emparé des citadelles d’Argos et de Corinthe, vint mettre le siège devant Athènes, ce fut le métropolite qui organisa la défense de la ville et regroupa les citoyens sur l’Acropole pour assurer leur protection. Sgouros incendia la basse-ville, mais Choniatès réussit à conserver le contrôle de l'Acropole. Ce conflit entre Choniatès et Sgouros, comme celui qui opposait ce dernier aux évêques de Nauplie et de Corinthe, illustre la rivalité qui existait entre l’Église, qui défendait l’ordre établi, et les dynastes qui se multipliaient, conséquence de l’impossibilité pour Constantinople d’affirmer son pouvoir dans les provinces alors qu’elle était entièrement prise par la guerre contre les croisés. 
En 1206, après la chute de Constantinople, Michel Choniatès se rendit en compagnie de son frère Nicétas à Thessalonique pour tenter de négocier avec le légat pontifical la reconnaissance de sa position d’évêque d’Athènes. Les négociations échouèrent, un archevêque latin fut nommé pour Athènes et Michel Choniatès alla trouver refuge dans l’ile de Céos (aujourd’hui Kéa), suffisamment près de l’Attique pour lui permettre de rester en contact avec son diocèse,. Le nouveau patriarche de Constantinople en exil à Nicée, Michel Autoreianos, qui était l’un de ses proches amis, l’invita à le rejoindre, mais Choniatès déclina l’invitation, préférant continuer à s’occuper de ses ouailles en dépit de la présence d’un archevêque latin à Athènes. La pauvreté matérielle à laquelle il était réduit ainsi que les difficultés de rester en contact avec les diocèses et monastères de son ancien territoire l’amenèrent à se décharger de certaines responsabilités sur ses neveux ainsi que sur son secrétaire, Georges Bardanès, qui fut promu au rang de chartophylax et qui le représenta aux discussions de 1214 à Constantinople sur la réunion des Églises. De cette période date une ample correspondance avec les abbés de monastères et les familles nobles de cette région pour les encourager à rester fidèles à leurs traditions « nationales » aussi bien que religieuses,.
En 1216-1217, Michel Choniatès se décida à quitter Céos pour se retirer au monastère du Prodromos à Boudonitza (Thermopyles). Ce monastère était situé près de la frontière avec l’Épire où le despote Théodore Ier Ange Doukas Comnène (1215-1230) cherchait à agrandir son territoire. En 1219, Théodore s’empara de Néai Patrai (aujourd’hui Ypáti), située à moins de trente kilomètres des Thermopyles. Il invita le prélat à venir le rejoindre en Épire, mais devant les craintes de son entourage que son départ les laisseraient impuissants aux mains des Latins, il préféra demeurer dans son monastère où il s’éteignit vers 1222. Toutefois, il encouragea et son neveu, Nicétas, et son protégé, Georges Bardanès, à gagner l’Épire où le premier succéda à Jean Apokaukos comme métropolite de Naupacte et le second comme métropolite de Corfou.
L’Église orthodoxe ne l’a jamais canonisé ; toutefois, des fresques dans l’église Saint-Pierre de Kalyvia Kouvara et de la chapelle sud de la grotte du Pentélique (en), datant de 1233/1234  le montrent nimbé d’une auréole, ce qui indiquerait qu’il fut considéré comme saint peu après sa mort, à tout le moins en Attique.

## Son œuvre
Admirateur de l’Antiquité classique, Michel Choniatès se trouvait heureux non seulement de se trouver à Athènes, mais encore de vivre dans un palais épiscopal situé sur l’Acropole. Il se désolait d’autant plus de voir l’état dans lequel la ville était alors réduite : « Je demeure à Athènes, mais ne puis voir Athènes nulle part ». Dans son discours d’inauguration, livré devant les Athéniens réunis au Parthénon, il devait du reste rappeler la grandeur passée de la ville et appeler ceux-ci à reprendre les nobles traditions d’Ajax, Diogène, Périclès et Thémistocle. Il devait par ailleurs se plaindre que la langue grecque fut tellement corrompue qu’il lui fallut trois ans de résidence pour comprendre le dialecte local,. Dans la même veine, il maugréait contre les Latins qui ne pouvaient lire la littérature grecque dans le texte même avec l’aide d’une traduction : « Les ânes parviendront à saisir l’harmonie de la lyre et les mouche-à-merde humeront les parfums avant que les Latins ne parviennent à apprécier l’harmonie et la grâce de la prose ».
Auteur célèbre à son époque, il a laissé des homélies et discours profanes en grand nombre, des poèmes, et une abondante correspondance qui mettent en lumière l'état misérable de l'Attique et d'Athènes à l'époque, notamment les lettres adressées au diacre Euthymios Tornikès, et les six qu’il adressa à Eustathe de Thessalonique. On peut mentionner particulièrement un mémoire (hypomnêstikon) à Alexis III Ange sur les abus de l'administration provinciale (1198), une monodie sur la mort d'Eustathe de Thessalonique, une autre sur celle de son frère, Nicétas. Son élégie sur la ruine d'Athènes a fait dire « qu’étranger par sa naissance, il a si bien réussi à s’identifier à la ville qui était devenue son foyer qu’on peut le considérer comme le dernier des grands Athéniens et le faire figurer aux côtés des hommes illustres dont il a si brillamment tenté d’inspirer l’exemple à ses ouailles ».
Contrairement aux auteurs de son époque, Choniatès n’utilisait pas le langage conventionnel, préférant des descriptions de choses ou de gens spontanées, voire triviales comme celle d’une maison de bain miteuse où la porte ne pouvait fermer et où les baigneurs souffraient de la chaleur et de la fumée du poêle intérieur tout en frissonnant à cause du vent. Toutefois, l’approbation des foules lui importait peu : en bon aristocrate, il défendit l’indépendance de l’écrivain face à l’approbation populaire. Pour lui, la vraie sagesse ne nait jamais des applaudissements du peuple ; le génie humain est issu uniquement de la vertu et de la connaissance du bien.
Écrivain prolifique, il était également connu pour sa riche bibliothèque, dont le joyau était la version complète de deux œuvres de Callimaque de Cyrène : Aitia et Hécalé, un court poème épique. Ces œuvres disparurent après la prise d'Athènes par les croisés en 1205, de même que la majeure partie de sa collection dont il ne put récupérer qu'une partie par la suite,. Il est possible que le manuscrit grec ayant servi de base à la traduction en latin des Testaments des douze patriarches sous l'égide de Robert Grossetête ait été celui que possédait Choniatès, et qui avait été signalé à l'évêque anglais par Jean de Basingstoke (en), un étudiant ayant séjourné à Athènes avant 1204.